# Igreja de Santa Maria no Mercado dos Mártires
Santa Maria in Macello Martyrum ou Igreja de Santa Maria no Mercado dos Mártires era uma igreja de Roma, Itália, localizada no rione Monti e demolida em setembro de 1932. Era dedicada a Nossa Senhora dos Anjos.

## Origem
O edifício já existia em 1145, quando o papa Eugênio III depositou ali as relíquias de São Marcos Evangelista. É mencionada no Catálogo di Cencio Camerario (1192) no nº 105. Nela se conservava a venerada estátua da "Madona com o Menino e Anjos" (coroada em 31 de julho de 1729) e, por isso, a igreja, originalmente dedicada a São Marcos, passou a ser dedicado a Nossa Senhora dos Anjos.
Foi chamada também Santa Maria alle Colonnacce por causa das duas colunas remanescentes do antigo Fórum de Nerva que ficavam quase em frente à fachada (Colonnacce).

## Título
A igreja ficava no local do antigo Fórum de Nerva. O título "in Macellum Martyrum" é provavelmente uma referência a existência no local de um antigo macelo ("mercado") romano: segundo uma tradição, ali se reunia o Senado Romano para julgar as causas religiosas e, durante as perseguições aos cristãos, muitos deles teriam sido julgados e condenados ali. A igreja marcaria o local do antigo poço no qual eram jogados os corpos dos mártires e a infame pedra onde eram anotadas as penas capitais.

## História
Em 1517, o papa Leão X entregou a igreja à guilda dos tecelões de Roma, que construiu um altar dedicado à sua padroeira, Santa Ágata, motivo pelo qual a igreja também já foi conhecida como "Sant'Agata de' Tessitori" ("Santa Ágata dos Tecelões").
Em 1784, o papa Pio VI doou a igreja para a Ordem dos Frades Penitentes de Jesus de Nazaré e a igreja tornou-se a igreja-mãe da ordem.
O edifício foi demolido na década de 1930 para permitir a abertura da via dei Fori Imperiali. Seus altares laterais foram levados para a recém-construída igreja de Santa Teresa in Panfilo, no quartiere Pinciano.